# 任吉生
任吉生（1939年—），笔名晓路、晓溪，女，山东平原人，中国编辑家、翻译家，曾任人民文学出版社编审，中国翻译协会常务副会长。